# Xabier Mikel Azparren
Xabier Mikel Azparren Irurzun (San Sebastián, Guipúzcoa, 25 de febrero de 1999) es un ciclista español que compite con el equipo Q36.5 Pro Cycling Team.

## Biografía

### Inicios
Nacido en San Sebastián, Xabier Azparren se inició en el ciclismo en el Donosti Berri Txirrindula Eskola, en la comarca de Donostialdea. Su padre es Mikel Azparren, un ciclista aficionado especializado en carreras de larga distancia, y su hermano menor Enekoitz también practica ciclismo competitivo. Se dio a conocer al convertirse en campeón de España en la contrarreloj en categoría cadetes.
En juveniles, se proclamó campeón del País Vasco en ruta y campeón de España en la contrarreloj en 2016. Participó en los Campeonatos de Europa de Plumelec, donde terminó 23° en la contrarreloj y 100.º en la carrera de ruta. En la pista, se corona campeón de España de persecución por equipos y de madison, bajo los colores del comité del País Vasco. En 2017 lo volvió a hacer al obtener los títulos de persecución por equipos y de madison en los campeonatos de España de pista, aún en la categoría júnior. En el Campeonato de Europa, terminó séptimo en la carrera por puntos y noveno en madison, con Unai Iribar.
Hizo su esperanzador debut en 2018 con el equipo amateur Ampo-Goierriko TB. En primavera fue seleccionado para la selección nacional para disputar algunas rondas de la Nations Cup, como Gand-Wevelgem amateur y del Tour of Flandres amateur, donde debutó en carreras adoquinadas. En junio ganó el campeonato regional de contrarreloj de Guipúzcoa. En 2019 se incorporó a Laboral Kutxa, reserva del equipo continental Fundación Euskadi. En junio, como el año anterior, ganó el título de campeón de Guipúzcoa contrarreloj. Cinco días después, ganó en solitario en la última etapa de la Vuelta a Castellón. A finales de mes, conoció la consagración al convertirse en campeón de España sub-23 de contrarreloj en Yecla. También representa a su país en los Campeonatos de Europa y del Mundo.
En 2020 vuelve a ser campeón de Guipúzcoa contrarreloj y termina cuarto en el campeonato de España contrarreloj Sub-23, a un segundo del podio. También se revela como un completo corredor al obtener varios lugares de honor en el circuito amateur vasco, en carreras de fuerte perfil.

### Carrera profesional
Xabier Azparren se convierte en corredor profesional a partir de 2021 dentro del equipo Euskaltel-Euskadi, que lo contrata para dos años. Empieza su temporada en febrero en la Clásica de Almería.

## Palmarés
| \| Resultados en categoría amateur \| \| ----------------------------------------------- \| \| 2019 - Campeonato de España Sub-23 Contrarreloj \| 2022 - 1 etapa de la Vuelta al Alentejo - 3.º en el Campeonato de España Contrarreloj |
| Resultados en categoría amateur |
| 2019 - Campeonato de España Sub-23 Contrarreloj |

## Resultados

### Grandes Vueltas
| Carrera | Carrera         | 2021  | 2022 | 2023 | 2024 | 2025  |
| ------- | --------------- | ----- | ---- | ---- | ---- | ----- |
|         | Giro de Italia  | —     | —    | —    | —    | 125.º |
|         | Tour de Francia | —     | —    | —    | —    | —     |
|         | Vuelta a España | 111.º | 94.º | —    | —    | —     |

### Vueltas menores
| Carrera | Carrera              | 2021 | 2022  | 2023  | 2024  | 2025 |
| ------- | -------------------- | ---- | ----- | ----- | ----- | ---- |
|         | Tirreno-Adriático    | —    | —     | —     | —     | Ab.  |
|         | Volta a Cataluña     | —    | —     | 122.º | —     | —    |
|         | Vuelta al País Vasco | —    | F. c. | —     | 105.º | —    |
|         | Tour de Romandía     | —    | —     | —     | Ab.   |      |
|         | Vuelta a Suiza       | —    | —     | —     | 105.º |      |
|         | Tour de Polonia      | —    | —     | —     | Ab.   |      |

### Clásicas, Campeonatos y JJ.OO.
| Carrera               | Carrera               | 2021  | 2022  | 2023 | 2024  | 2025  |
| --------------------- | --------------------- | ----- | ----- | ---- | ----- | ----- |
| Strade Bianche        | Strade Bianche        | —     | —     | —    | —     | Ab.   |
|                       | Milán-San Remo        | —     | —     | —    | —     | 144.º |
| Flecha Brabanzona     | Flecha Brabanzona     | —     | —     | —    | —     | 95.º  |
| Amstel Gold Race      | Amstel Gold Race      | —     | —     | —    | —     | Ab.   |
| Flecha Valona         | Flecha Valona         | —     | —     | —    | —     | Ab.   |
|                       | Lieja-Bastoña-Lieja   | —     | —     | —    | —     | 87.º  |
| Clásica San Sebastián | Clásica San Sebastián | Ab.   | Ab.   | Ab.  | —     |       |
| Cyclassics Hamburg    | Cyclassics Hamburg    | X     | —     | —    | 111.º |       |
| Mundial en Ruta       | Mundial en Ruta       | —     | —     | Ab.  | —     |       |
| Mundial Contrarreloj  | Mundial Contrarreloj  | —     | —     | 40.º | —     |       |
| Europeo en Ruta       | Europeo en Ruta       | —     | 119.º | Ab.  | —     |       |
| Europeo Contrarreloj  | Europeo Contrarreloj  | —     | —     | 22.º | —     |       |
| España en Ruta        | España en Ruta        | 101.º | Ab.   | Ab.  | 41.º  |       |
| España Contrarreloj   | España Contrarreloj   | 10.º  | 3.º   | 5.º  | 7.º   |       |

—: No participa

Ab.: Abandona

F. c.: Fuera de control

X: No se disputó

## Equipos
- Euskaltel-Euskadi (2021-2023)
- Q36.5 Pro Cycling Team (2024-)